# Attribuut (informatica)
Een attribuut is een gegeven waaruit een object in een database (gegevensbank) onder andere opgebouwd is. In zo'n database zijn attributen opgenomen in de velden (meestal horizontaal).
Bijvoorbeeld: 'Jan' is een attribuut van een bepaald persoon en 'voornaam' en 'familienaam' zijn mogelijke attribuuttypen van objecten van de klasse 'persoon', hoewel 'familienaam' eigenlijk een attribuuttype van de entiteittype 'familie' zou moeten zijn.
Bij een sleutel-attribuut (of KeyItem) heeft ieder attribuut precies één waarde voor iedere instantie van de klasse en daarmee binnen die klasse uniek is en een object daarmee kan ontsluiten en identificeren. 

In sommige gevallen wordt een sleutel-attribuut samengesteld uit meerdere niet-sleutel-attributen, bijvoorbeeld (Postcode + Huisnummer + voorletters).

Voor niet-sleutel-attributen is het normaal dat meerdere verschillende waarden zijn toegestaan. Bijvoorbeeld om ook historische informatie, maar dan voorzien van geldigheidsdata, te kunnen bevatten.